# Utsikt från Bastei
Utsikt från Bastei (norska: Fra Bastei) är en oljemålning av den norske landskapsmålaren Johan Christian Dahl från 1819. Den ingår i Nasjonalmuseets samlingar i Oslo sedan 1973. 
Dahl var från 1818 bosatt i Dresden undantaget för de längre resorna han företog till Italien och hem till Norge. Dresden var den tidiga tyska romantikens centrum och här blev han nära vän med konstnären Caspar David Friedrich. Dahl gjorde också flera kortare resor i Dresdens omgivningar, bland annat till berget Bastei vid Elbe dalgång i det Sachsiska Schweiz. Till skillnad från Friedrich symbolladdade och ödesmättade landskap målade Dahl realistiskt. Målningarna tillkom dock alltid i ateljén.